# Новоніколаєвка (Кривошиїнський район)
Новонікола́євка (рос. Новониколаевка) — присілок у складі Кривошиїнського району Томської області, Росія. Входить до складу Володинського сільського поселення.

## Населення
Населення — 103 особи (2010; 145 у 2002).
Національний склад (станом на 2002 рік):
- росіяни — 90 %